# Bergkastelspitze
Die Bergkastelspitze ist ein 2912 m ü. A. hoher Gipfel in den Nauderer Bergen, einem Teil der Ötztaler Alpen.

## Lage und Umgebung
Die Bergkastelspitze liegt ca. 6 km südöstlich von Nauders an der Grenze zwischen Österreich und Italien bzw. Nordtirol und Südtirol. Sie liegt nahe dem Alpenhauptkamm, ist diesem nördlich vorgelagert und entsendet nach Süden einen etwa 600 Meter langen Grat, der bei P. 2960 einen halben Kilometer östlich der Plamorderspitze (2982 m) in den Hauptkamm mündet.

## Routen zum Gipfel
Von der Bergstation der Bergkastelbahn führt die Route auf dem Weg Nr. 20 zunächst über eine Bergwiese. Anschließend folgt man dem Weg durch das Ganderbild genannte Hochtal, erst über Blockwerk und im weiteren Verlauf auf einfachem Pfad, bis zu einem großen Felsblock „Beim Stein“. Von hier aus geht es weiter auf markiertem Weg zum unteren Goldsee und anschließend über Blockwerk an der östlichen Seite des Sees entlang zum oberen Goldsee. Weiter folgt man in der Südflanke des Ostgrates den mit verblassten Markierungen versehenen Steigspuren Richtung Gipfel. Die letzten ca. 50 m zum Gipfel führen über einen mit Stahlseil gesicherten leichten Klettersteig.
Eine weitere Route auf den Gipfel führt über einen anspruchsvollen Klettersteig, den sogenannten „Goldweg“. Der Einstieg auf der Nordostflanke des Berges ist von der Bergstation der Bergkastelbahn auf einem markierten Weg zu erreichen. Der Klettersteig führt teils ausgesetzt zum Nordwestgrat und zuletzt über diesen zum Gipfel.